# Provincia Autonomă Trento
Provincia Autonomă Trento sau și Trentino (în italiană Provincia Autonoma di Trento sau și Trentino; în germană Autonome Provinz Trient sau și Trentino) este o provincie care împreună cu Provincia Autonomă Bolzano numită și Tirolul de Sud (în italiană Provincia Autonoma di Bolzano; în germană Autonome Provinz Bozen sau și Südtirol) alcătuiesc regiunea autonomă Trentino-Tirolul de Sud, Italia.
Provincia își are capitala la Trento, la fel ca și regiunea Trentino-Tirolul de Sud.

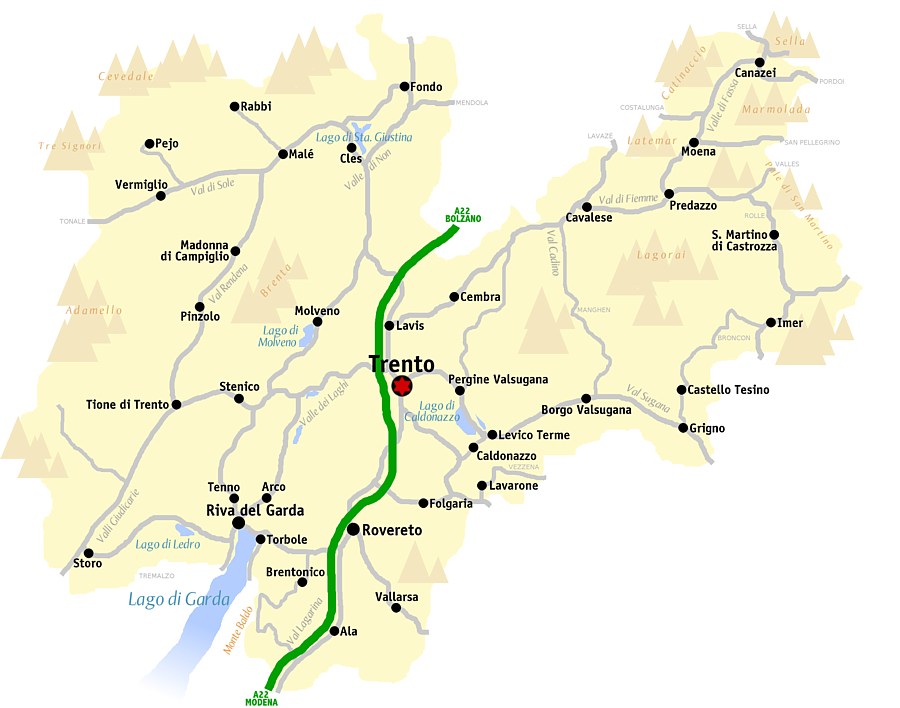
Harta provinciei Trento